# Walter Whyte
Walter Whyte (New Haven, 8 juli 1998) is een Amerikaans basketballer.

## Carrière
Whyte speelde collegebasketbal van 2017 tot 2023 voor de Boston University Terriers. In 2023 tekende hij zijn eerste profcontract bij de Belgische eersteklasser Kangoeroes Mechelen. Hij tekende in de zomer van 2024 een contract bij de Franse tweedeklasser Élan Béarnais.